# Paulina Chavira
Paulina Chavira és una periodista, assessora lingüística, correctora d'estil i traductora mexicana. Va ser editora fundadora de The New York Times en espanyol i va ser encarregada de redactar el seu manual d'estil.

## Biografia
Segons Chavira, la motivació de la seva activitat professional va començar quan era nena i la seva mare li va fomentar l'hàbit de buscar en el diccionari si no sabia el significat de les paraules. Va estudiar comunicació en el Tecnològic de Monterrey. Va fer les seves pràctiques professionals al diari mexicà Reforma. Chavira va viatjar a la República Txeca, Japó, Eslovàquia, Sud-àfrica i Colòmbia com a pacient model de pròtesis i també va produir materials de comunicació per a l'empresa Össur.
Com correctora d'estil i assessora lingüística, ha treballat amb la Editorial Planeta, i va ser editora fundadora de l'edició en espanyol de The New York Times, sent l'encarregada de redactar el seu manual d'estil. És coeditora web de la secció Internacional del diari Reforma, on també condueix el podcast anomenat El Cafè del Matí, una coproducció entre el medi mexicà i Spotify, semblant a altres projectes com The Daily de NYT i Cafe do Manha de Folha de S. Paulo.

### Activisme
Chavira té una activitat pública sobre l'ús adequat de l'idioma espanyol en el seu compte de Twitter, prenent com a referents a la Reial Acadèmia Espanyola i al projecte Fundació de l'Espanyol Urgent. Aquesta tasca ha repercutit socialment, després de saber-se el 2013 l'alt cost de la correcció d'estil, "adoptar" els llibres de text gratuït de la Secretaria d'Educació Pública, trobant i exposant 117 errors amb l'etiqueta #117errores, amb la finalitat de donar a conèixer a les persones més en profunditat les regles de l'escriptura i la correcció dels textos, una forma de defensar l'ortografia. El 2017 va explicar públicament la importància d'escriure correctament els noms en les sabatilles de la selecció mexicana de futbol. Tot això va portar com a conseqüència que, a partir del Mundial de Rússia 2018, la Federació Mexicana de Futbol fabriqués samarretes per a la selecció amb cada cognom escrit de manera correcta. Chavira és promotora de la participació en la selecció femenina en el futbol. Així mateix ha defensat l'ús de pronoms personals neutres com elle per referir-se a persones d'identitats de gènere fora del binarisme masculí-femení així com el llenguatge no sexista com una forma de igualtat de gènere.